# Scolopia lucida
Scolopia lucida är en videväxtart som beskrevs av Nathaniel Wallich och Wilhelm Sulpiz Kurz. Scolopia lucida ingår i släktet Scolopia och familjen videväxter. Inga underarter finns listade i Catalogue of Life.